# Liste de suicides dans une œuvre d'opéra

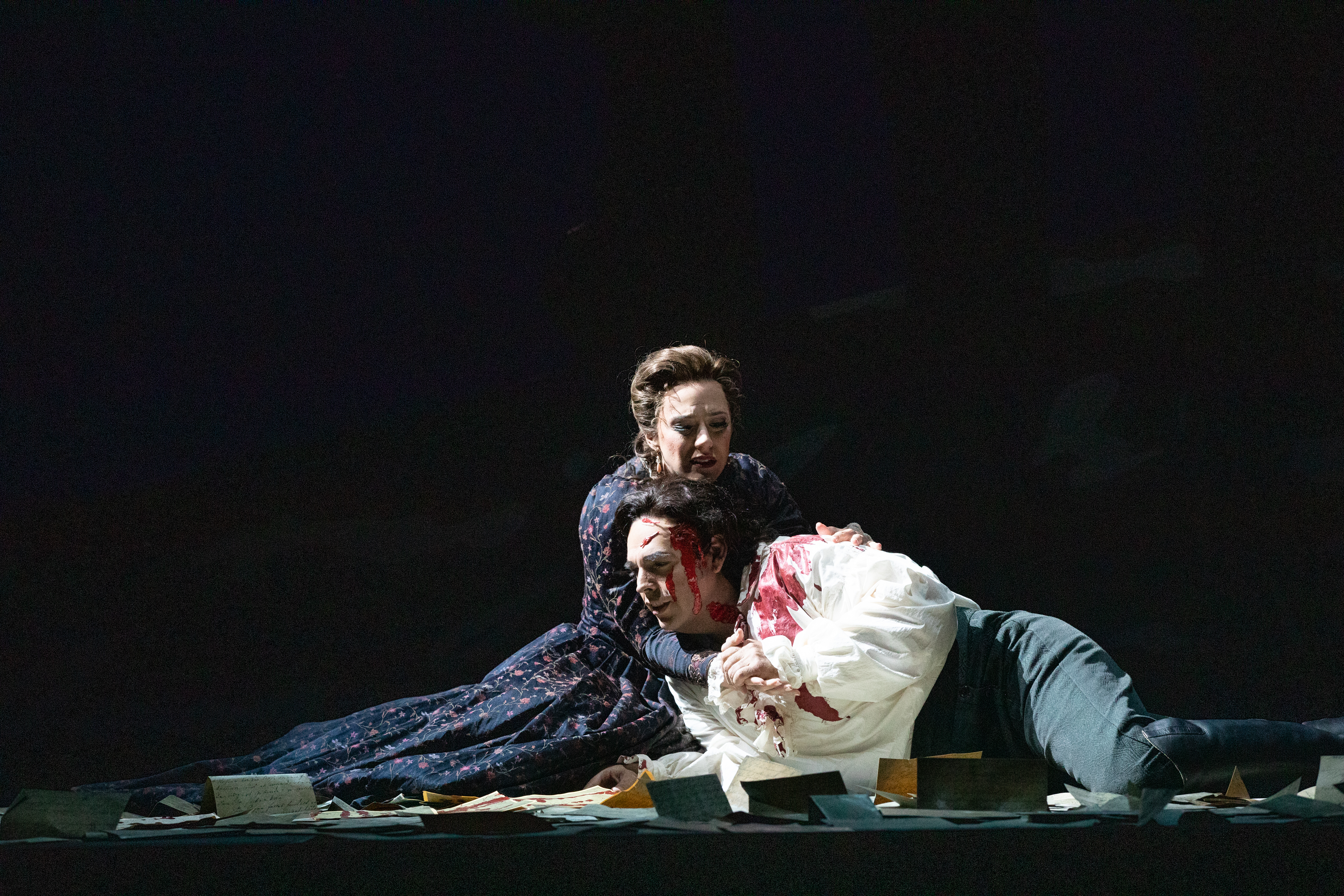
Werther de Jules Massenet, au Florida Grand Opera de Miami : Werther expire dans les bras de Charlotte, après s'être tiré une balle.

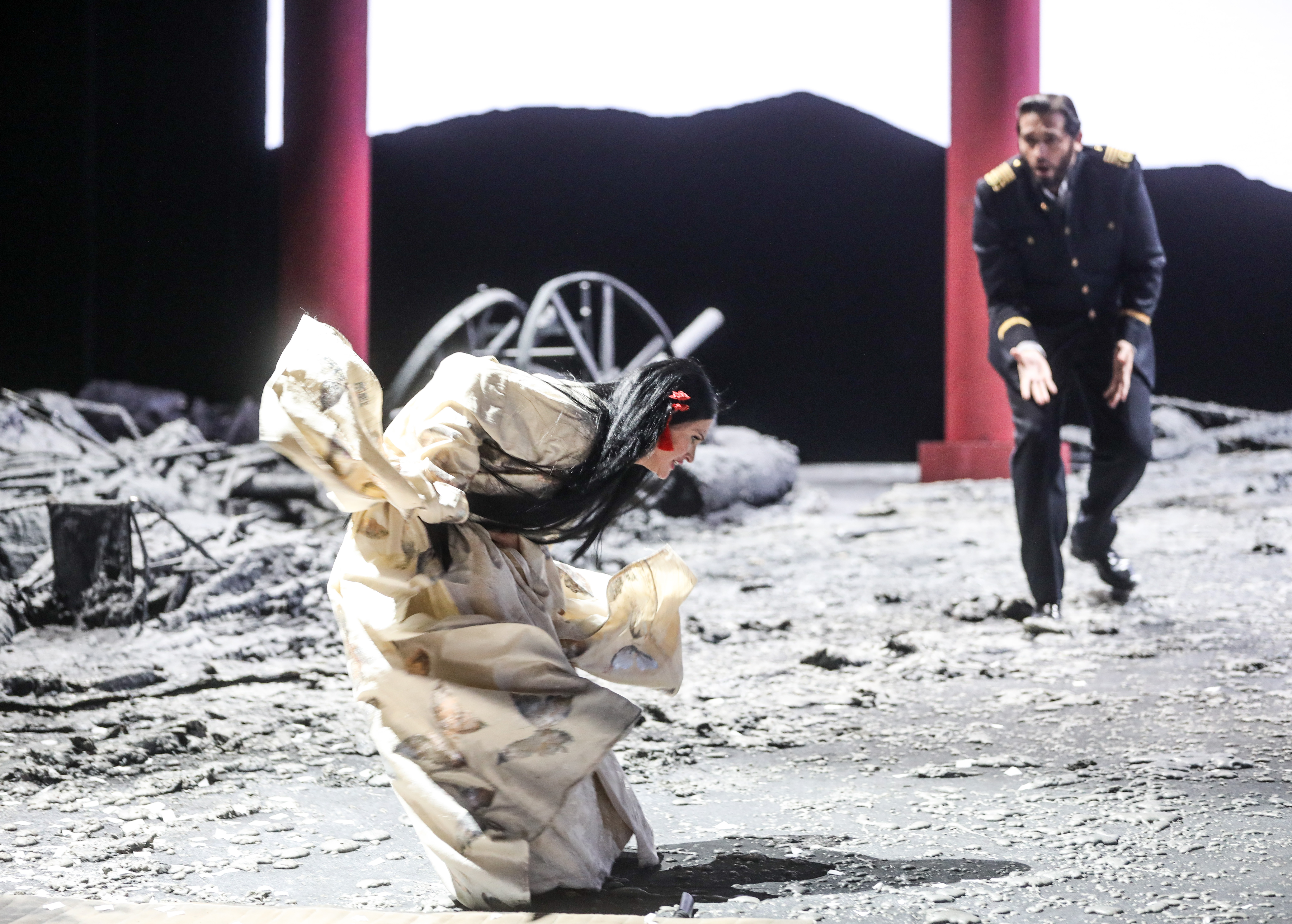
Madame Butterfly de Giacomo Puccini, à la de San Sebastián : Cio-Cio-San se fait jigai sous les yeux de Pinkerton.

Le suicide est un thème particulièrement courant à l'opéra.

## Nombre
Dans l'intrigue des 104 opéras les plus fréquemment représentés entre 1850 et 1971 dans une sélection de 14 grandes salles dans le monde, dont 3 aux États-Unis, Walley et Kalish dénombrent 28 opéras contenant au moins un suicide.
Dans l'intrigue des 306 opéras recensés par l'édition 1976 du Complete Opera Book, Feggetter dénombre 77 suicides (32 hommes et 45 femmes), dont 7 meurtres-suicides, ainsi que 12 tentatives de suicide (7 hommes et 5 femmes).
Dans l'intrigue des 50 opéras les plus fréquemment représentés dans les salles d'opéra contemporaines d'après L'Opéra pour les nuls, Stack dénombre 10 opéras contenant au moins un suicide.
Dans l'intrigue des 337 opéras recensés par l'édition 2007 du Rough Guide to Opera, Pridmore et al. dénombrent 74 opéras contenant au moins un suicide (56 % de femmes), et 48 opéras contenant des tentatives de suicide ou des idées suicidaires (57 % d'hommes).
Eddie Persson a recensé 29 % de suicides parmi les décès de personnages de 150 opéras du répertoire classique, de L'incoronazione di Poppea (1642) aux Dialogues des carmélites (1957).

## Liste
Le tableau ci-dessous recense les suicides à l'opéra, triés par date de création de l'opéra.
Après le librettiste est indiqué entre parenthèses, le cas échéant, l'auteur dont il s'est inspiré.
« S » indique un suicide, « TS » une tentative de suicide et « M‑S » un meurtre-suicide.
|      | Titre                                                           | Compositeur           | Librettiste (inspiration)                                                        |     | Personnage et circonstances | Aria                                   | Son |
| ---- | --------------------------------------------------------------- | --------------------- | -------------------------------------------------------------------------------- | --- | --- | -------------------------------------- | --- |
| 1640 | Il ritorno d'Ulisse in patria Le Retour d'Ulysse dans sa patrie | Monteverdi            | Busenello (Homère)                                                               | S   | Iro se suicide. |                                        |     |
| 1642 | L'incoronazione di Poppea Le Couronnement de Poppée             | Monteverdi            | Busenello (Tacite)                                                               | S   | Sénèque annonce au public qu'il va se suicider sur ordre de Néron. |                                        |     |
| 1689 | Dido and Æneas Didon et Énée                                    | Purcell               | Tate                                                                             | S   | Délaissée par Énée, Didon se donne la mort en scène. |                                        |     |
| 1724 | Giulio Cesare in Egitto Jules César en Égypte                   | Haendel               | Haym (Bussani)                                                                   | TS  | Après que Ptolémé, roi des Égyptiens, prouve sa loyauté envers César en tuant son adversaire Pompée, la veuve de celui-ci, Cornelia, tente en vain de se suicider, puis chante son malheur et sa solitude.            | Priva son d'ogni conforto              |     |
| 1724 | Giulio Cesare in Egitto Jules César en Égypte                   | Haendel               | Haym (Bussani)                                                                   | TS  | Après avoir été empêché par Achilla de poignarder Tolomeo dans le harem, Sesto tente de se suicider mais en est empêché par sa mère Cornelia.                                                                         | L'aure che spira                       |     |
| 1724 | Tamerlano Tamerlan                                              | Haendel               | Haym (Piovene)                                                                   | S   | Bajazet se suicide sur scène par le poison. |                                        |     |
| 1726 | Pyrame et Thisbé                                                | Francœur et Rebel     | La Serre                                                                         | S   | Pyrame se poignarde sur scène croyant Thisbé morte, Thisbé le découvre et fait de même. |                                        |     |
| 1735 | Ariodante                                                       | Haendel               | Anonyme (Salvi et L'Arioste)                                                     | TS  | Ariodante tente de se suicider mais en est empêché par son frère Lurciano. | Scherza infida                         |     |
| 1739 | Hippolyte et Aricie                                             | Rameau                | Pellegrin (Racine)                                                               | S   | Phèdre meurt en scène, on apprend qu'elle vient de prendre un poison. |                                        |     |
| 1762 | Orfeo ed Euridice Orphée et Eurydice                            | Gluck                 | Calzabigi                                                                        | TS  | Acte III : Eurydice meurt mais l'Amour empêche Orphée de se tuer et la lui rend. |                                        |     |
| 1781 | Idomeneo, re di Creta Idoménée, roi de Crète                    | Mozart                | Varesco (Danchet)                                                                | S   | Électre se suicide. |                                        |     |
| 1791 | Die Zauberflöte La Flûte enchantée                              | Mozart                | Schikaneder                                                                      | TS  | Pamina veut mourir et Papageno se pendre à un arbre. Heureusement, les trois génies les sauvent. Cette scène donne son nom à l'effet Papageno.                                                                        | Pa-pa-pa                               |     |
| 1828 | La Muette de Portici                                            | Auber                 | Scribe et Delavigne                                                              | S   | Fenella se jette de désespoir dans le Vésuve en éruption. |                                        |     |
| 1829 | La straniera L'Étrangère                                        | Bellini               | Romani (d'Arlincourt)                                                            | S   | Arturo se suicide. |                                        |     |
| 1831 | Norma                                                           | Bellini               | Romani (Soumet)                                                                  | S   | Norma et Pollione se suicident. |                                        |     |
| 1832 | Ugo, conte di Parigi Hugues, comte de Paris                     | Donizetti             | Romani (Bis)                                                                     | S   | Bianca boit le poison qu'elle destinait d'abord à Luigi. |                                        |     |
| 1833 | Lucrezia Borgia                                                 | Donizetti             | Romani (Hugo)                                                                    | S   | Lucrèce boit la coupe empoisonnée sur scène. |                                        |     |
| 1835 | Lucia di Lammermoor Lucie de Lammermoor                         | Donizetti             | Cammarano (Scott)                                                                | S   | Edgardo se poignarde sur scène en apprenant la mort de Lucia. |                                        |     |
| 1838 | Maria de Rudenz                                                 | Donizetti             | Cammarano (Anicet‑Bourgeois et Mallian)                                          | M‑S | Au mariage de son ex-amant Corrado avec sa cousine Mathilde, Maria la tue par jalousie et se suicide. |                                        |     |
| 1842 | Nabucco                                                         | Verdi                 | Solera                                                                           | S   | Abigaïlle s'est empoisonnée en coulisses, elle entre et meurt en scène. |                                        |     |
| 1842 | Rienzi                                                          | Wagner                | Wagner                                                                           | S   | Adriano tente de manière désespérée d'arracher Irène aux flammes du Capitole où il est enseveli par les cendres et les décombres.                                                                                     |                                        |     |
| 1843 | Der fliegende Holländer Le Vaisseau fantôme                     | Wagner                | Wagner                                                                           | S   | Senta se jette du haut de la falaise, en fond de scène. |                                        |     |
| 1844 | Ernani                                                          | Verdi                 | Piave                                                                            | S   | Ernani se suicide. |                                        |     |
| 1849 | Le Prophète                                                     | Meyerbeer             | Scribe et Deschamps                                                              | S   | Berthe, Jean et Fides se suicident. |                                        |     |
| 1849 | Luisa Miller                                                    | Verdi                 | Cammarano                                                                        | M‑S | Rodolfo tend à Luisa la coupe empoisonnée et la boit avec elle. |                                        |     |
| 1851 | Rigoletto                                                       | Verdi                 | Piave                                                                            | S   | Pour sauver le duc, Gilda s'offre au coup d'épée de Sparafucile. |                                        |     |
| 1854 | Il trovatore Le Trouvère                                        | Verdi                 | Cammarano et Bardare                                                             | S   | Leonora se promet au comte de Luna pour sauver Manrico et absorbe un poison. |                                        |     |
| 1863 | Les Troyens                                                     | Berlioz               | Berlioz                                                                          | S   | Acte II : Cassandre et les femmes se suicident. |                                        |     |
| 1863 | Les Troyens                                                     | Berlioz               | Berlioz                                                                          | S   | Acte V : Didon se poignarde en public. |                                        |     |
| 1865 | Tristan und Isolde Tristan et Isolde                            | Wagner                | Wagner                                                                           | S   | Isolde meurt transfigurée devant le cadavre de Tristan qui l'a invitée à le suivre. | Liebestod                              |     |
| 1865 | L'Africaine                                                     | Meyerbeer             | Scribe                                                                           | S   | Sélika, voyant que l'homme qu'elle aime, Vasco de Gama, lui préfère une autre, se suicide en inhalant la fleur mortelle d'un mancenillier. Nélusko la suit dans la mort.                                              |                                        |     |
| 1867 | Roméo et Juliette                                               | Gounod                | Barbier et Carré                                                                 | S   | Roméo s'empoisonne sur scène croyant Juliette morte, celle-ci le découvre et se poignarde. |                                        |     |
| 1868 | Hamlet                                                          | Thomas                | Barbier et Carré                                                                 | S   | Longue et célèbre scène de la folie à la fin de laquelle Ophélie se suicide. | À vos jeux mes amis                    |     |
| 1868 | Dalibor                                                         | Smetana               | Wenzig (en)                                                                      | S   | Dalibor se suicide. |                                        |     |
| 1871 | Aida                                                            | Verdi                 | Ghislanzoni                                                                      | S   | Aida se suicide. |                                        |     |
| 1876 | La Gioconda La Joconde                                          | Ponchielli            | Boito                                                                            | S   | Gioconda s'empoisonne sur scène. | Suicidio                               |     |
| 1876 | Götterdämmerung Le Crépuscule des dieux                         | Wagner                | Wagner                                                                           | S   | Brunehilde, montée sur le cheval Grane, saute dans le bûcher funéraire de Siegfried. |                                        |     |
| 1876 | Kouznets Vakoula Vakoula le Forgeron                            | Tchaïkovski           | Polonski                                                                         | TS  | Vakoula, désespéré, va se noyer mais le diable lui propose son aide. |                                        |     |
| 1877 | Samson et Dalila                                                | Saint-Saëns           | Lemaire                                                                          | M‑S | Samson fait s'écrouler le temple de Dagon sur lui-même et les Philistins. |                                        |     |
| 1881 | Hérodiade                                                       | Massenet              | Henri Grémont                                                                    | S   | Après la mort de Jean, Salomé se poignarde en maudissant Hérodiade, sa mère. |                                        |     |
| 1882 | Snégourotchka                                                   | Rimski-Korsakov       | Rimski-Korsakov (Ostrovski)                                                      | S   | Mizgir se suicide. |                                        |     |
| 1883 | Lakmé                                                           | Delibes               | Gondinet et Gille                                                                | S   | L'héroïne absorbe du datura pour mourir. |                                        |     |
| 1884 | Sigurd                                                          | Reyer                 | Du Locle et Blau                                                                 | S   | Sur scène, Brunehilde se jette dans le bûcher funéraire de Sigurd. |                                        |     |
| 1886 | La Khovanchtchina                                               | Moussorgski           | Moussorgski                                                                      | S   | Finalement, suicide collectif de Dosithée et des siens dans une chapelle en flammes. |                                        |     |
| 1887 | Otello                                                          | Verdi                 | Boito (Shakespeare)                                                              | M‑S | Après avoir étranglé Desdemona, Otello se poignarde sur scène. | Niun mi tema                           |     |
| 1888 | Le Roi d'Ys                                                     | Lalo                  | Blau                                                                             | S   | Margared se jette dans la mer (fond de scène). |                                        |     |
| 1890 | Pikovaïa dama La Dame de pique                                  | Tchaïkovski           | M. Tchaïkovski (Pouchkine)                                                       | S   | Désespérée, Lisa se jette dans les eaux glacées de la Neva. |                                        |     |
| 1892 | Werther                                                         | Massenet              | Blau, Milliet et Hartmann (Goethe)                                               | S   | On découvre Werther expirant : il s'est tiré une balle avant le lever de rideau. Cette scène donne son nom à l'effet Werther.                                                                                         |                                        |     |
| 1892 | La Wally                                                        | Catalani              | Illica                                                                           | S   | Wally se suicide. |                                        |     |
| 1896 | Andrea Chénier                                                  | Giordano              | Illica                                                                           | S   | Maddalena prend la place d'une condamnée à mort pour mourir avec son amant. |                                        |     |
| 1897 | Messidor                                                        | Bruneau               | Zola                                                                             | S   | Mathias se jette dans un ravin en fond de scène. |                                        |     |
| 1898 | Sadko                                                           | Rimski-Korsakov       | Rimski-Korsakov avec Stassov, Iastrebtsev, Strupp, Findeisen (ru) et Belsky (en) | TS  | Sadko se sacrifie et se jette dans la mer, où le roi Océan l'accueille et le marie à sa fille. |                                        |     |
| 1898 | Fedora                                                          | Giordano              | Colautti                                                                         | S   | Fedora se suicide. |                                        |     |
| 1898 | Iris                                                            | Mascagni              | Illica                                                                           | S   | Iris se suicide. |                                        |     |
| 1900 | Tosca                                                           | Puccini               | Illica et Giacosa (Sardou)                                                       | M‑S | Après avoir tué le baron Scarpia, chef de la police, Tosca se jette de la plate-forme du château Saint-Ange (fond de scène).                                                                                          |                                        |     |
| 1901 | Rusalka                                                         | Dvořák                | Kvapil (en)                                                                      | S   | Le prince se suicide. |                                        |     |
| 1904 | Madama Butterfly Madame Butterfly                               | Puccini               | Illica et Giacosa (Belasco et Long)                                              | S   | Cio-Cio-San, en voyant Pinkerton, son mari américain qu'elle attendait depuis trois ans, revenir avec une autre épouse pour emmener leur enfant aux États-Unis, se fait jigai sur scène.                              | Con onor muore... Tu, tu piccolo Iddio |     |
| 1905 | Salome Salomé                                                   | Strauss               | Strauss (Wilde trad. par Lachmann)                                               | S   | Narraboth se poignarde. |                                        |     |
| 1907 | A Village Romeo and Juliet Roméo et Juliette au village         | Delius                | Delius et Rosen (Keller)                                                         | S   | Sali et Vreli se suicident. |                                        |     |
| 1911 | Isabeau (en)                                                    | Mascagni              | Illica                                                                           | S   | Isabeau se donne la mort après que Folco a été tué par la foule. |                                        |     |
| 1911 | I gioielli della Madonna (en) Les Bijoux de la Madone           | Wolf-Ferrari          | Zangarini et Golisciani (en)                                                     | S   | Gennaro et Maliella se suicident. |                                        |     |
| 1913 | L'amore dei tre re L'Amour des trois rois                       | Montemezzi            | Benelli                                                                          | S   | Manfredo se suicide. |                                        |     |
| 1914 | Cléopâtre                                                       | Massenet              | Payen                                                                            | S   | Veillant le corps de Marc Antoine, Cléopâtre plonge un serpent venimeux dans son sein. |                                        |     |
| 1918 | Suor Angelica Sœur Angélique                                    | Puccini               | Forzano                                                                          | S   | En buvant un poison, Sœur Angélique réalise qu'elle se damne. |                                        |     |
| 1918 | Le Sauteriot                                                    | Lazzari               | Roché et Périer (Keyserling)                                                     | S   | Après un amour déçu avec Indrik, Orti s'empoisonne. |                                        |     |
| 1921 | Katja Kabanova                                                  | Janáček               | Červinka (cs) (Ostrovski)                                                        | S   | De la rive, Kuligin voit Katja se jeter dans la rivière. |                                        |     |
| 1923 | Padmâvatî                                                       | Roussel               | Laloy                                                                            | S   | Padmâvatî se suicide. |                                        |     |
| 1925 | Wozzeck                                                         | Berg                  | Berg (Büchner)                                                                   | M‑S | Wozzeck tue sa femme, entre lentement dans un lac et s'y noie. |                                        |     |
| 1926 | Turandot                                                        | Puccini               | Adami et Simoni (Gozzi)                                                          | S   | La jeune Liù se poignarde sur scène pour ne pas trahir le prince Calaf. |                                        |     |
| 1926 | Věc Makropulos L'Affaire Makropoulos                            | Janáček               | Janáček (Čapek)                                                                  | S   | Janek se suicide. |                                        |     |
| 1927 | Œdipus rex Œdipe roi                                            | Stravinsky            | Cocteau                                                                          | S   | Jocaste se suicide. |                                        |     |
| 1934 | Ledi Makbet Mtsenskogo uyezda Lady Macbeth de Mtsensk           | Chostakovitch         | Chostakovitch et Preis (Leskov)                                                  | M‑S | Katerina se jette dans la Volga, entraînant sa rivale Sonietka avec elle. |                                        |     |
| 1937 | Lulu                                                            | Berg achevé par Cerha | Berg (Wedekind)                                                                  | S   | Le peintre se suicide. |                                        |     |
| 1945 | Peter Grimes                                                    | Britten               | Slater (Crabbe)                                                                  | S   | Acculé par la foule, Peter prend son bateau et part couler en mer. |                                        |     |
| 1946 | The Rape of Lucretia Le Viol de Lucrèce                         | Britten               | Duncan (en) (Obey)                                                               | S   | Après son viol par Tarquin, Lucrèce se poignarde. |                                        |     |
| 1950 | The Consul Le Consul                                            | Menotti               | Menotti                                                                          | S   | Magda ouvre le gaz. |                                        |     |
| 1954 | Moses und Aron Moïse et Aaron                                   | Schönberg             | Schönberg                                                                        | S   | Des Hébreux se sacrifient pour le Veau d'or. |                                        |     |
| 1954 | Troilus and Cressida Troïlus et Cressida                        | Walton                | Hassall (en) (Chaucer)                                                           | S   | Cressida se suicide. |                                        |     |
| 1957 | Dialogues des carmélites                                        | Poulenc               | Poulenc (Bernanos et Le Fort)                                                    | S   | Blanche de la Force parvient à fuir de son couvent de carmélites avant l'entrée des troupes révolutionnaires, échappant ainsi à la condamnation à mort. Elle choisit cependant de rejoindre ses sœurs sur l'échafaud. |                                        |     |
| 1965 | Die Soldaten Les Soldats                                        | Zimmermann            | Zimmermann (Lenz)                                                                | S   | Stolzius se suicide. |                                        |     |
| 1966 | Antony and Cleopatra (en) Antoine et Cléopâtre                  | Barber                | Zeffirelli                                                                       | S   | Au dernier acte, Cléopâtre prend en main le serpent venimeux. |                                        |     |
| 2010 | Guru                                                            | Petitgirard           | Maurel                                                                           | S   | Tout le monde s'empoisonne en scène à la fin, chœur compris. |                                        |     |
| 2011 | Anna Nicole                                                     | Turnage               | Thomas (en)                                                                      | TS  | Vie et mort de la playmate Anna Nicole Smith, sa tentative de suicide et sa mort par overdose. |                                        |     |